# 第9飛行師団 (日本軍)
第9飛行師団（だいきゅうひこうしだん）は、日本陸軍の航空師団の一つ。

## 沿革
1942年（昭和17年）3月に日本軍が占領したスマトラ島北東部のパレンバン油田地帯の防衛のため、1943年12月に編成された。
油田地帯の防衛にあたるとともに、イギリス海軍機動部隊作戦などに従事し終戦を迎えた。

## 師団概要
- 司令部通称号：翔15350
- 使用機種：二式単座戦闘機・二式複座戦闘機・一式戦闘機・九九式襲撃機・一〇〇式司令部偵察機
- 使用高射砲：九九式八糎高射砲・三式12cm高射砲・八八式七糎野戦高射砲

### 歴代師団長
- 鳥田隆一 中将：1943年12月11日 - 1944年10月2日[1]
- 橋本秀信 中将：1944年10月2日 - 1945年7月16日[2]
- 白銀重二 中将：1945年7月16日 - 終戦[3]

### 歴代参謀長
- 川辺忠三郎 大佐：1943年12月11日 - 1944年12月30日[4]
- 長浜秀明 大佐：1944年12月30日 - 1945年7月18日[5]
- 神笠武登 中佐：1945年7月18日 - 終戦[6]

### 最終司令部構成
- 参謀長：神笠武登中佐
- 兵器部長：海老原好中佐
- 経理部長：羽柴虎十郎主計中佐
- 軍医部長：内田久雄軍医大佐

### 最終所属部隊
戦闘部隊
- 飛行第87戦隊（戦闘）：中野猪之八少佐
- 独立飛行第74中隊（司偵）：湯地定三大尉

飛行場部隊
- 第8航空地区司令部：石原勘一郎大佐
- 第22航空地区司令部：村上儀太郎大佐 
  - 第46飛行場大隊：佐藤忠作少佐 　 　
  - 第76飛行場大隊：目次忠夫少佐 　 　
  - 第87飛行場大隊：渡辺政美少佐 　  　
  - 第89飛行場大隊：八丁鶴夫少佐

通信関連部隊
- 第7航空情報連隊：岡村富雄中佐
- 第14航空情報連隊：権代良一中佐
- 第18航空情報隊：徳重房夫少佐